# 꽃반지
《꽃반지》는 1985년 9월 16일부터 1986년 5월 2일까지 방송된 한국방송공사 2TV 일일연속사극인데 초반에는 양반가정의 가정교육 등을 삽입하여 그런대로 명분을 유지했으나 갈수록 두 청춘남녀의 사랑과 부모 사이의 대립에 초점을 맞추더니 나중에는 도화의 음모에 비중을 두어 기획의도가 변절됐다.

## 출연진
- 최선아
- 유동근
- 김성원
- 정영숙
- 김하림
- 남윤정
- 이치우
- 사미자
- 전원주
- 최선자
- 이춘식
- 김형자
- 장미자
- 김종결
- 안해숙
- 김현주
- 송종원
- 윤미라
- 손해경
- 최창호
- 장순천
- 최승철
- 정승곤
- 이병철
- 임혁주
- 민태원
- 김선덕
- 장항선
- 박용식